# Campionatul European de Volei Masculin din 1951
Campionatul European de Volei Masculin din 1951 a fost a treia ediție a Campionatului European de Volei organizată de CEV. A fost găzduită de Paris (Franța) din 15 până în 22 septembrie 1951.

## Echipe
| - Belgia - Bulgaria - Franța - Israel - Italia | - Iugoslavia - Țările de Jos - Portugalia - R.P. Romînă - Uniunea Sovietică |

## Componența grupelor
| Grupa A - Franța - Țările de Jos - Uniunea Sovietică | Grupa B - Italia - Polonia - Iugoslavia |

## Faza preliminară

### Grupa A
| Echipa            | P | M | V | Î | SC | SP | Ratio | PP | PÎ | Ratio |
| ----------------- | - | - | - | - | -- | -- | ----- | -- | -- | ----- |
| Uniunea Sovietică | 4 | 2 | 2 | 0 | 6  | 0  | MAX   | 90 | 17 | 5,294 |
| Belgia            | 2 | 2 | 1 | 1 | 3  | 3  | 1,000 | 49 | 76 | 0,645 |
| Italia            | 0 | 2 | 0 | 2 | 0  | 6  | 0,000 | 44 | 90 | 0,489 |

### Grupa B
| Echipa        | P | M | V | Î | SC | SP | Ratio | PP  | PÎ  | Ratio |
| ------------- | - | - | - | - | -- | -- | ----- | --- | --- | ----- |
| Bulgaria      | 6 | 3 | 3 | 0 | 9  | 1  | 9,000 | 149 | 69  | 2,159 |
| Iugoslavia    | 5 | 3 | 2 | 1 | 7  | 3  | 2,333 | 138 | 115 | 1,200 |
| Portugalia    | 4 | 3 | 1 | 2 | 3  | 7  | 0,429 | 106 | 138 | 0,768 |
| Țările de Jos | 3 | 3 | 0 | 3 | 2  | 9  | 0,222 | 76  | 147 | 0,517 |

### Grupa C
| Echipa      | P | M | V | Î | SC | SP | Ratio | PP  | PÎ | Ratio |
| ----------- | - | - | - | - | -- | -- | ----- | --- | -- | ----- |
| R.P. Romînă | 4 | 2 | 2 | 0 | 6  | 1  | 6,000 | 104 | 64 | 1,625 |
| Franța      | 3 | 2 | 1 | 1 | 4  | 3  | 1,333 | 95  | 82 | 1,159 |
| Israel      | 2 | 0 | 0 | 2 | 0  | 6  | 0,000 | 37  | 90 | 0,411 |

## Faza finală

### Grupa pentru locurile 7-10
| L  | Echipa        | P | M | V | Î | SC | SP | Ratio | PP  | PÎ  | Ratio |
| -- | ------------- | - | - | - | - | -- | -- | ----- | --- | --- | ----- |
| 7  | Portugalia    | 6 | 3 | 3 | 0 | 9  | 2  | 4,500 | 151 | 121 | 1,248 |
| 8  | Italia        | 5 | 3 | 2 | 1 | 8  | 3  | 2,667 | 159 | 128 | 1,242 |
| 9  | Țările de Jos | 4 | 3 | 1 | 2 | 3  | 8  | 0,375 | 130 | 149 | 0,872 |
| 10 | Israel        | 3 | 3 | 0 | 3 | 2  | 9  | 0,222 | 118 | 160 | 0,738 |

### Grupa pentru locurile 1-6
| L | Echipa            | P  | M | V | Î | SC | SP | Ratio | PP  | PÎ  | Ratio |
| - | ----------------- | -- | - | - | - | -- | -- | ----- | --- | --- | ----- |
| 1 | Uniunea Sovietică | 10 | 5 | 5 | 0 | 15 | 0  | MAX   | 225 | 90  | 2,500 |
| 2 | Bulgaria          | 8  | 5 | 3 | 2 | 11 | 8  | 1,375 | 234 | 187 | 1,251 |
| 3 | Franța            | 8  | 5 | 3 | 2 | 9  | 10 | 0,900 | 225 | 238 | 0,945 |
| 4 | R.P. Romînă       | 7  | 5 | 2 | 3 | 10 | 9  | 1,111 | 229 | 231 | 0,991 |
| 5 | Iugoslavia        | 7  | 5 | 2 | 3 | 8  | 11 | 0,727 | 211 | 249 | 0,847 |
| 6 | Belgia            | 5  | 5 | 0 | 5 | 0  | 15 | 0,000 | 97  | 226 | 0,429 |

## Clasamentul final
| Loc | Echipă            |
| --- | ----------------- |
| 1   | Uniunea Sovietică |
| 2   | Bulgaria          |
| 3   | Franța            |
| 4.  | R.P. Romînă       |
| 5.  | Iugoslavia        |
| 6.  | Belgia            |
| 7.  | Portugalia        |
| 8.  | Italia            |
| 9.  | Țările de Jos     |
| 10. | Israel            |

| Campionatul European de Volei Masculin din 1951 Uniunea Sovietică Al doilea titlu |